# Kis őrgébics

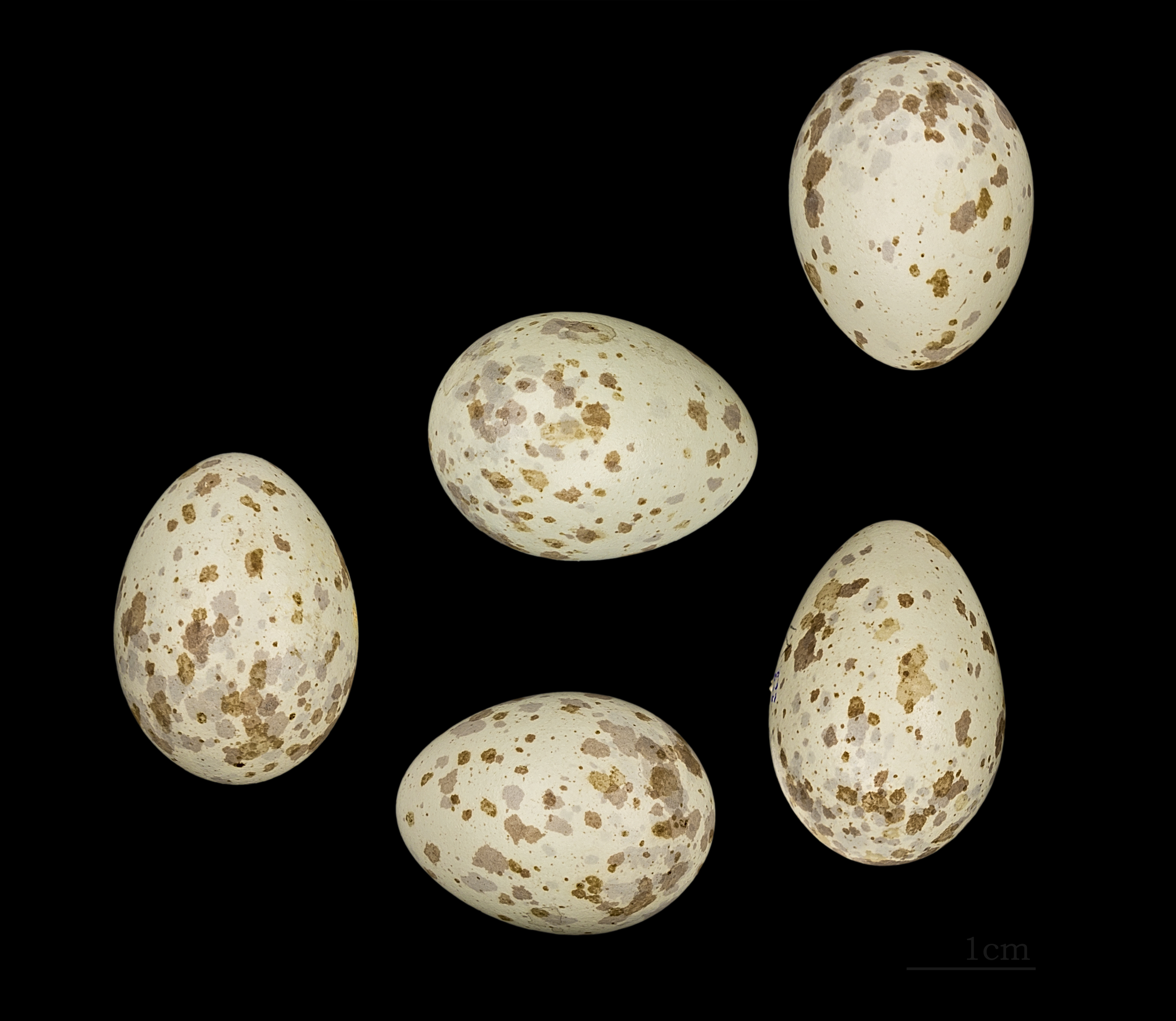
Lanius minor - Szigetcsép

A kis őrgébics (Lanius minor) a madarak osztályának verébalakúak (Passeriformes) rendjén belül a gébicsfélék (Laniidaee) családjába tartozó faj.

## Előfordulása
Európa déli részén, Ázsia nagy részén honos. Nyílt vagy bokros területek lakója, a modern mezőgazdaság miatt csökken az állománya. Költöző madár, hosszútávú vonuló.

## Alfajai
- Lanius minor minor
- Lanius minor turanicus

## Megjelenése
Testhossza 20 centiméter, szárnyának fesztávolsága 32–35 centiméter, testtömege pedig 41–50 gramm. Fekete szemsávot visel; az idősebb madaraknak a homloka is fekete. Melle és hasa rózsaszínnel árnyalt. Más madarak hangját keveri saját énekével.
|  |

## Életmódja
Táplálékának jelentős része rovarokból áll, de megfogja a kisebb emlősöket és hüllőket is.

## Szaporodása
Magasabb fákra, növényi anyagokból építi csésze alakú fészkét, melyet tollakkal béleli ki. Fészekalja 5-7 tojásból áll, melyen 15-16 napig kotlik. A fiókák 16 nap múlva repülnek ki.

## Kárpát-medencei előfordulása
Májustól augusztusig tartózkodik Magyarországon, rendszeres fészkelő a Duna-Tisza közén és a Tiszántúlon.

## Védettsége
A faj szerepel a Természetvédelmi Világszövetség listáján, de még mint nem fenyegetett, Európában sebezhető fajként van nyilvántartva, Magyarországon védett, pénzbeli értéke 50 000 Ft.